# Élection présidentielle cambodgienne de 1972
L'Élection présidentielle cambodgienne de 1972 a lieu le 4 juin 1972, à la suite du renversement de la monarchie et de la déclaration de la République khmère lors du coup d'État de 1970. Première et à ce jour unique élection présidentielle organisée au Cambodge, elle voit la victoire de Lon Nol, qui remporte 54,93 % des suffrages, pour un taux de participation de 57,56 %.

## Résultats
| Candidat                  | Candidat                  | Parti                     | Voix      | %     |
| ------------------------- | ------------------------- | ------------------------- | --------- | ----- |
|                           | Lon Nol                   | Parti social républicain  | 578 560   | 54,93 |
|                           | In Tam                    | Parti démocrate           | 257 496   | 24,45 |
|                           | Keo An                    | Parti républicain         | 217 174   | 20,62 |
|                           |                           |                           |           |       |
| Suffrages exprimés        | Suffrages exprimés        | Suffrages exprimés        | 1 053 230 | 99,41 |
| Votes blancs et invalides | Votes blancs et invalides | Votes blancs et invalides | 6 275     | 0,59  |
| Total                     | Total                     | Total                     | 1 059 505 | 100   |
| Abstention                | Abstention                | Abstention                | 781 087   | 42,44 |
| Inscrits / participation  | Inscrits / participation  | Inscrits / participation  | 1 840 592 | 57,56 |